# Línea El Provincial (Tucumán)
La Línea El Provincial es una línea de colectivos interurbana operada por El Provincial S.R.L. Esta conecta las localidades de San Miguel de Tucumán, San Pablo, El Manantial y Lules del Gran San Miguel de Tucumán.

## Recorrido

### Ramal Lules por Ruta 301[1]
Barrio Mercedes, calle Bolivia, Mariano Moreno, Av. Roca (Lules), Belgrano, Sarmiento, Italia, Posse, España, Libertad, Alberdi, Dalmacio Quiles, Matienzo, San Martín, Muccela, Ruta 301, Diag. Elmina Paz de Gallo, Av. Roca, Av. Alem, General. Paz, Av. Sáenz Peña, Charcas, Av. Bdo. Terán, Terminal de Ómnibus, Diag. Wenceslao Posse, José Ingenieros, Av. Bdo. Terán, Florentino Ameghino, Jujuy, Av. Roca, Diag. Elmina Paz de Gallo, Ruta 301, Calle Muccela, San Martín, Belgrano, Av. Roca, Mariano Moreno, Barrio Mercedes.

### Ramal San Pablo por La Rinconada[2][3]
Ruta 301 y Nuestra Señora del Pilar, Av. San Martín, Calle 1, por Ruta Nacional N°38, Ruta 338, Av. Solano Vera, Av. Aconquija, Av. Mate de Luna, Prospero Mena, Crisóstomo Álvarez, San Luis, General Paz, Av. Sáenz Peña, Av. Avellaneda, Marcos Paz, Catamarca, Santiago del Estero, José Colombres, José de San Martín, 24 de Setiembre, Av. Mate de Luna, Av. Aconquija, Av. Solano Vera, Ruta 338, Ruta Nacional N°38, Calle 1, Av. San Martín, Ntra. Sra. del Pilar, hasta Ruta 301.

### Ramal San Pablo por Ruta 301[4][5]
Ruta 301 y Ntra. Del Pilar, por Ntra. Sra. del Pilar, Av. Gral. San Martín, Calle 1, Ruta Nacional N°38, Diag. Elmina Paz de Gallo, Av. Roca, Av. Alem, Gral. Paz, Av. Sáenz Peña, Av. Avellaneda, Marcos Paz, Catamarca, Santiago del Estero, José Colombres, Alberdi, Gral. Lamadrid, Av. Alem, Av. Roca, Diag. Elmina Paz de Gallo, Ruta Nacional N°38, Calle 1, Av. San Martín, Ntra. Sra. del Pilar, hasta Ruta 301.

## Lugares de Interés
- Plaza Alberdi
- Parque 9 de julio
- Plaza Yrigoyen
- Centro Universitario Roberto Herrera
- Monumento al Bicentenario
- Parque Avellaneda
- Solar del Cerro Shopping